# کاروانسرای سنگی (زنجان)
کاروانسرای سنگی به ترکی (داش کاروانسراسی) در جاده کمربندی زنجان-میانه روبروی ایستگاه قطار زنجان واقع شده‌است. قدمت این کاروانسرا به دوره صفویه باز می‌گردد و هم‌اکنون به عنوان رستوران سنتی مورد استفاده است.
پلان این کاروانسرا به سبک چهار ایوانی است، حجره‌های آن در یک طبقه قرار گرفته‌اند و سقف‌‌ها از نوع قوسی هستند. استفاده از سنگ به عنوان مصالح اصلی در ساخت کاروانسرا باعث شده‌است که این بنا با عنوان کاروانسرای سنگی و در زبان محاوره ای داش کاروانسرا معروف شود. این بنا از لحاظ این که تنها بنای باقی مانده از کاروانسراهای زنجان است دارای اهمیت فراوانی است.

## نگارخانه

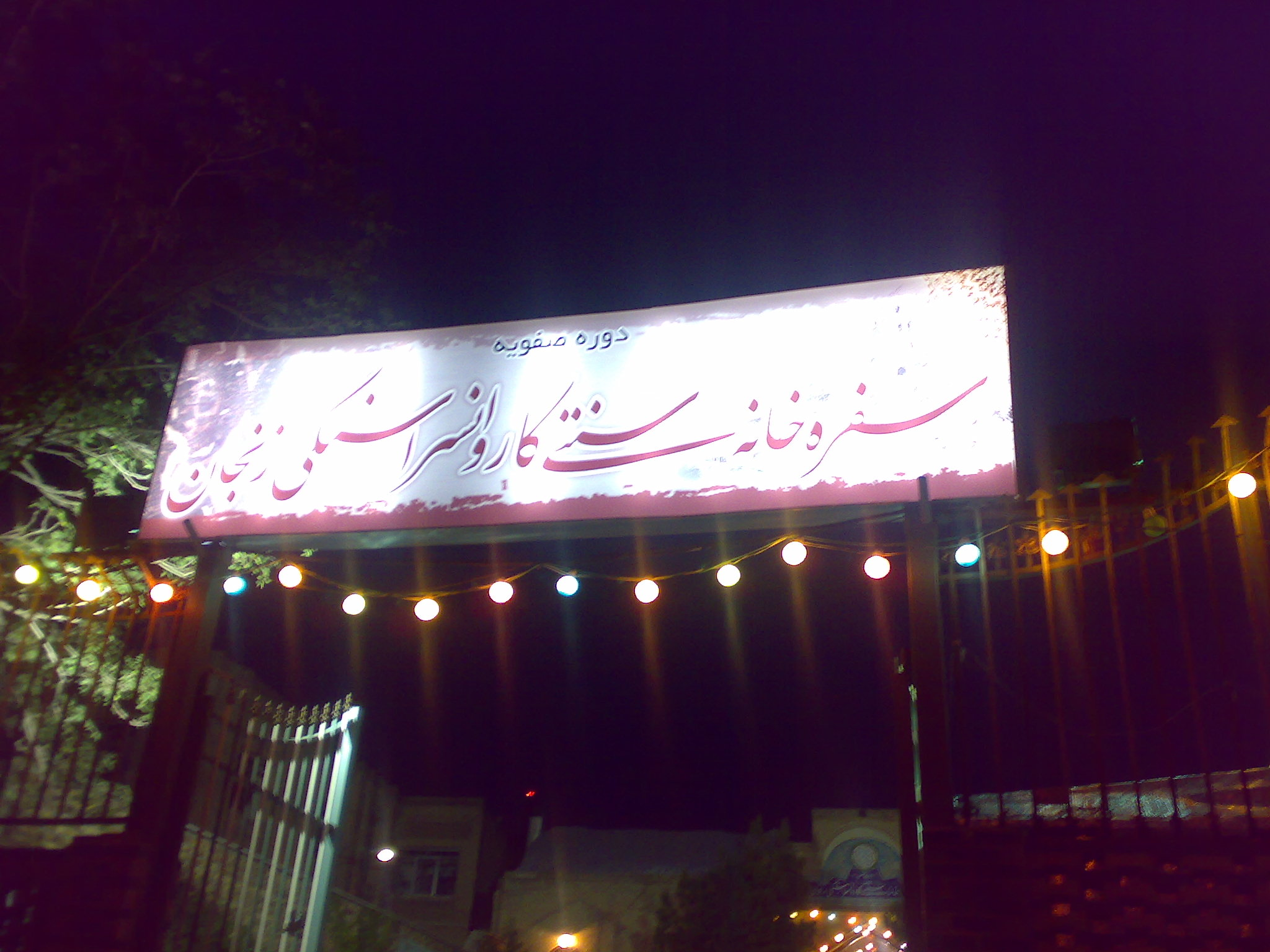
سردر کاروانسرا
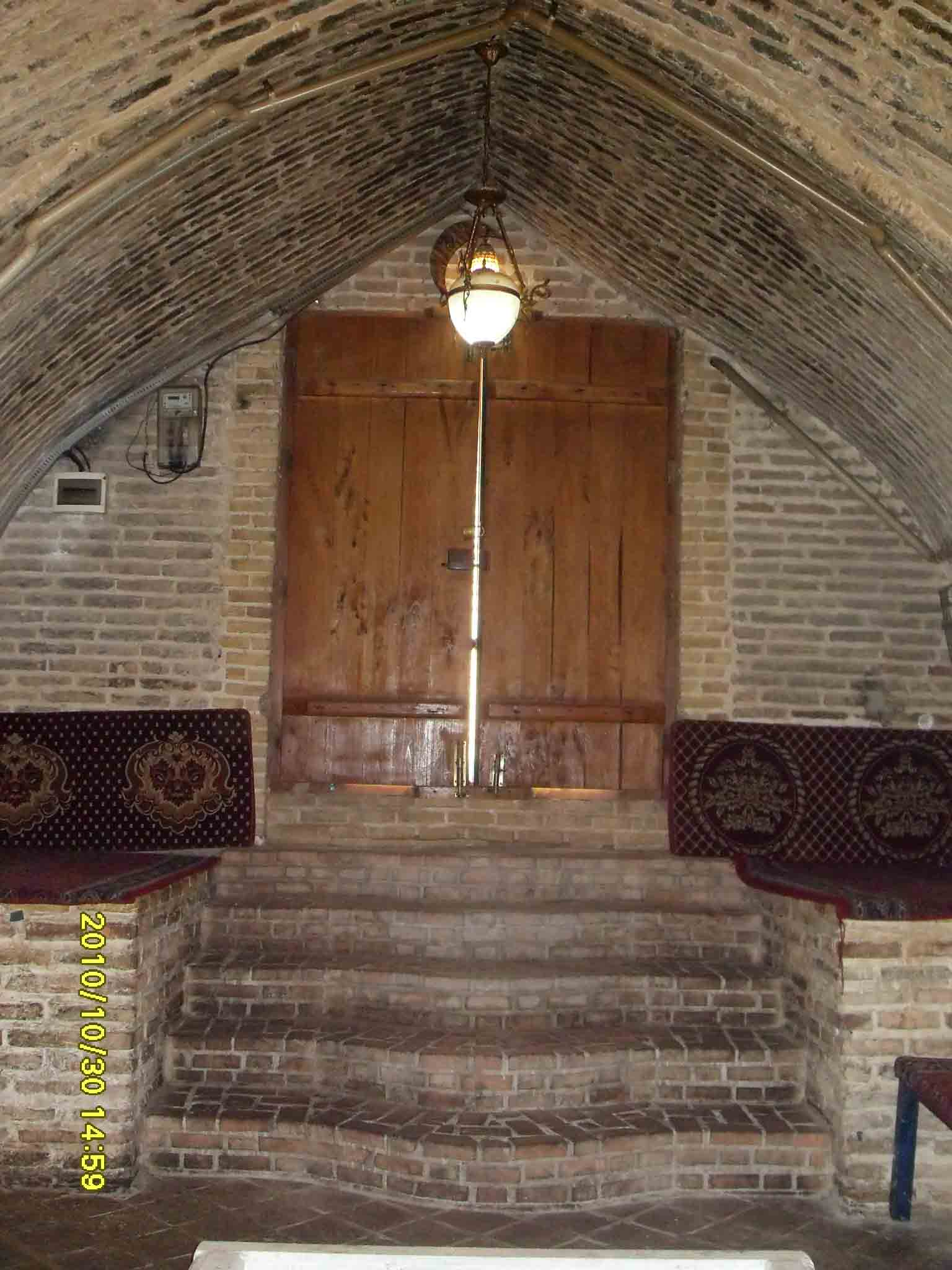
در ورودی کاروانسرای سنگی زنجان پس از بازسازی
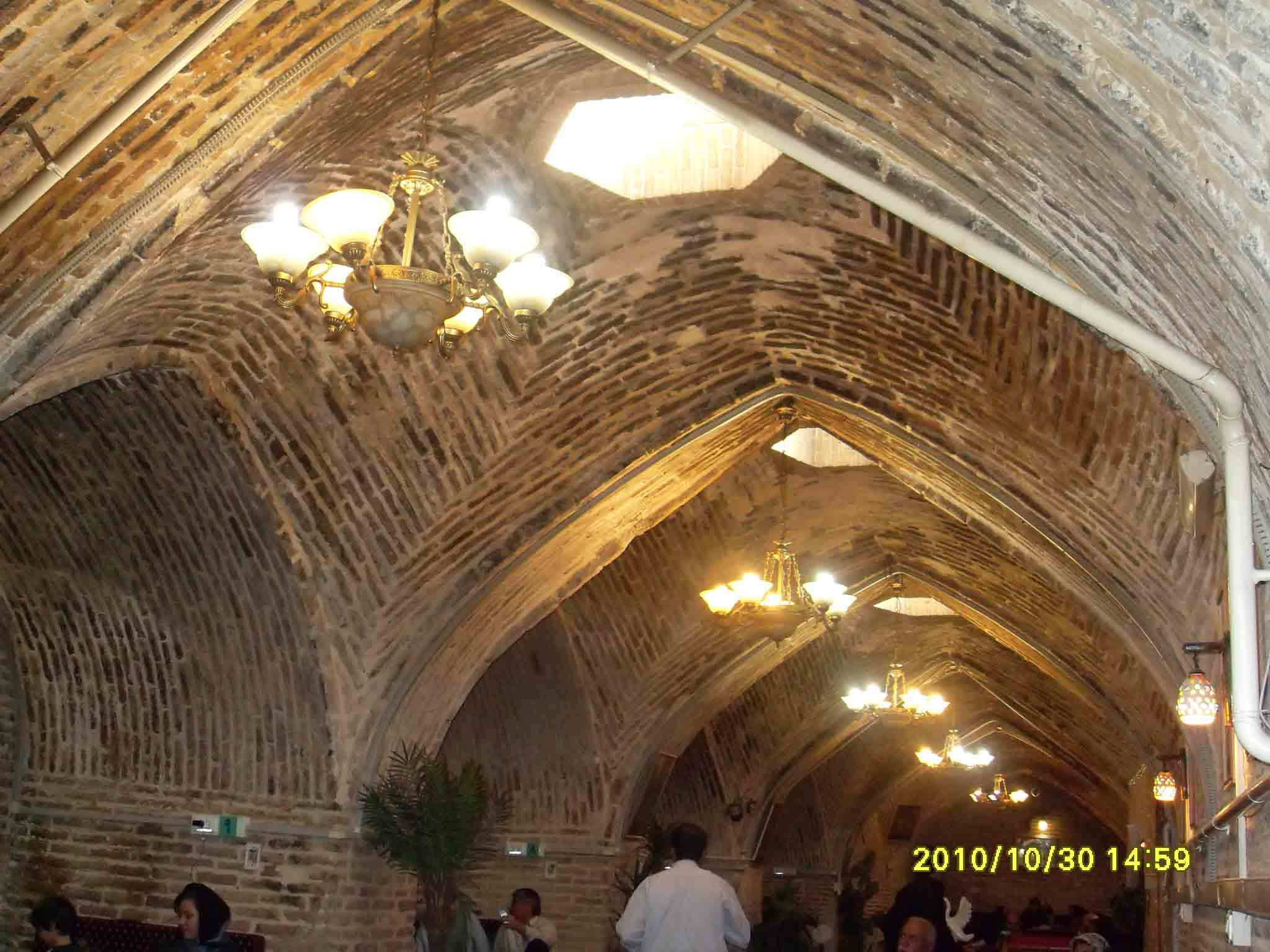
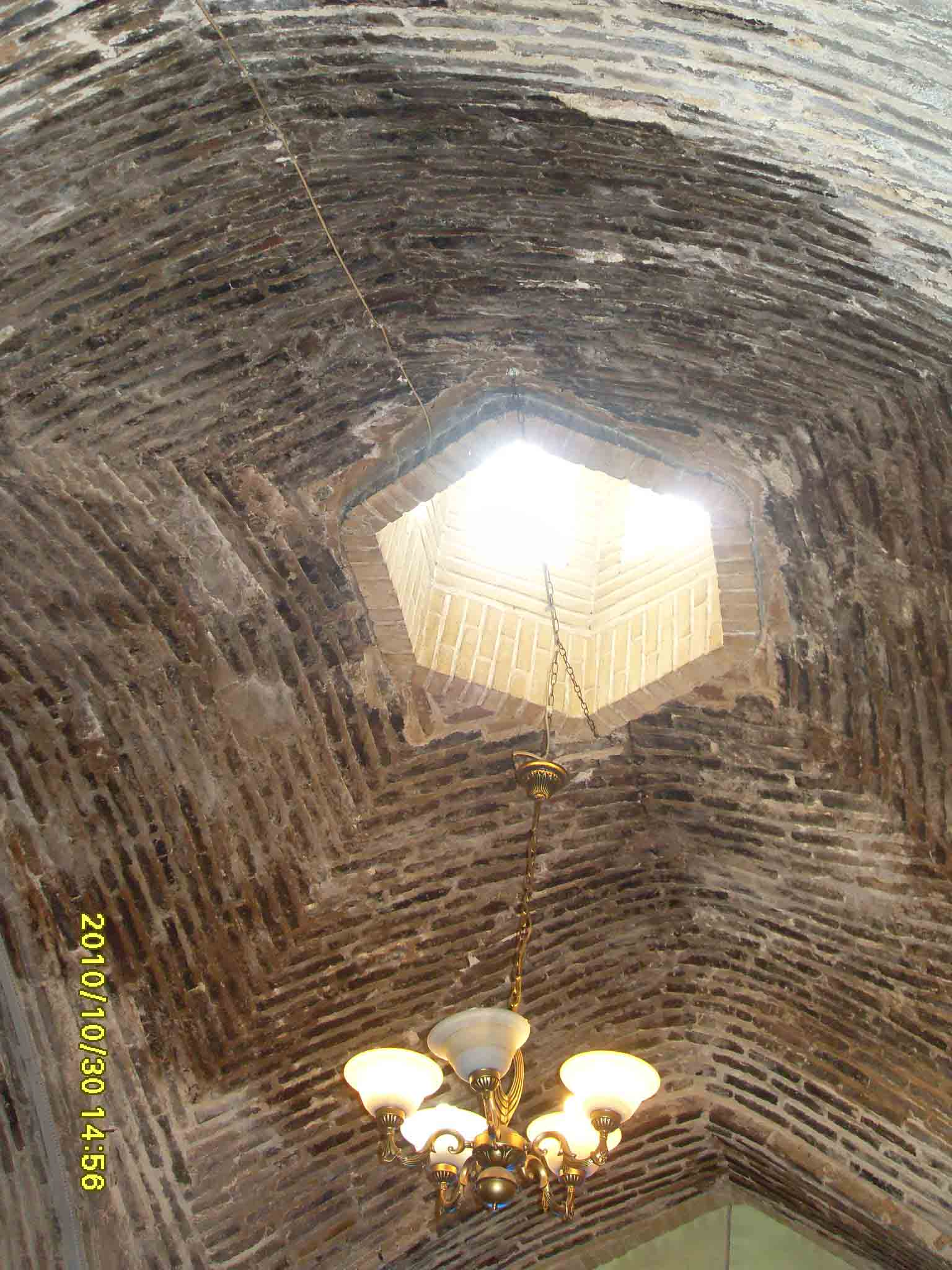
سقف کاروانسرا
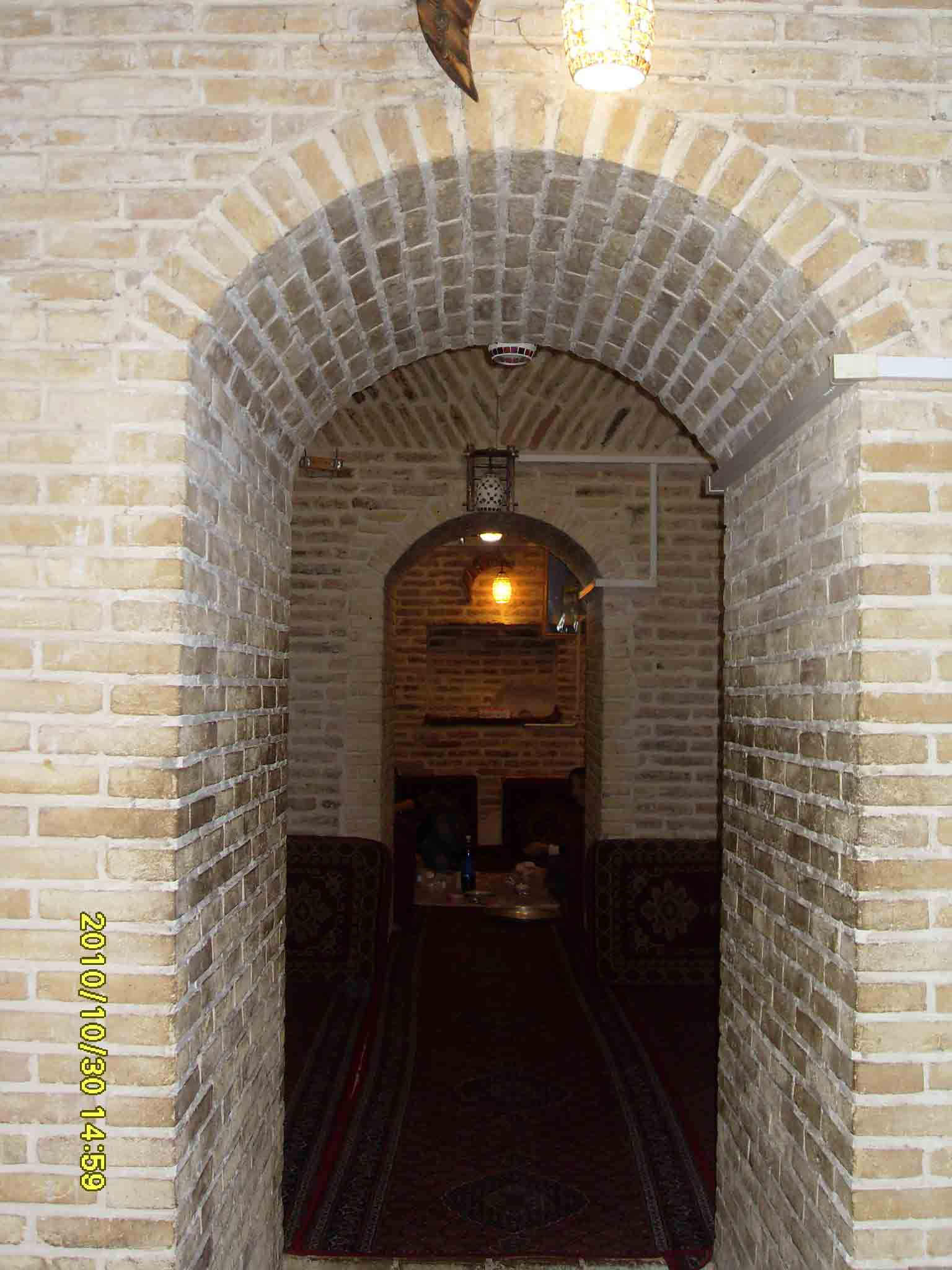
رواق‌های داخلی کاروانسرا
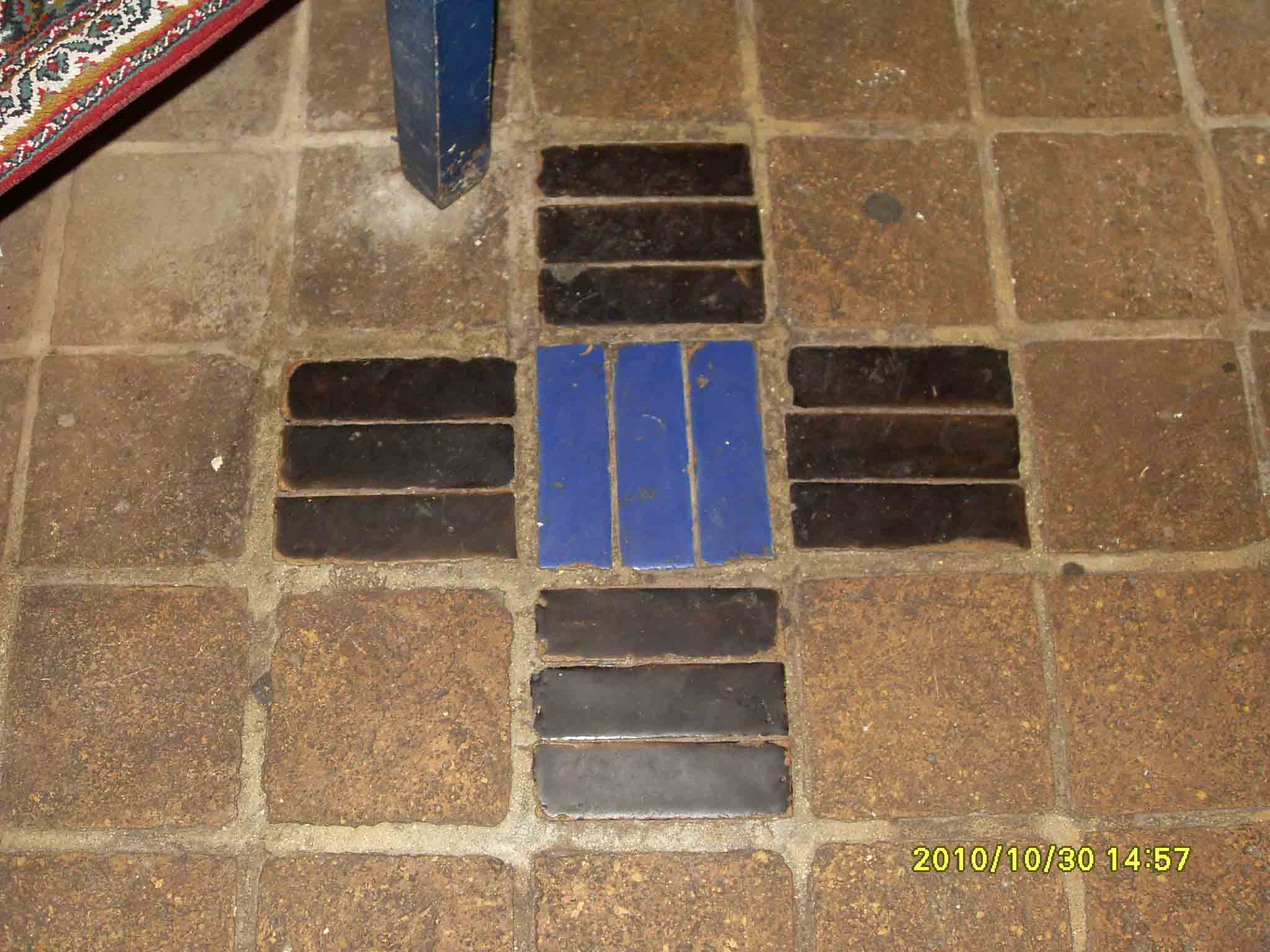
کف‌سازی کاروانسرا
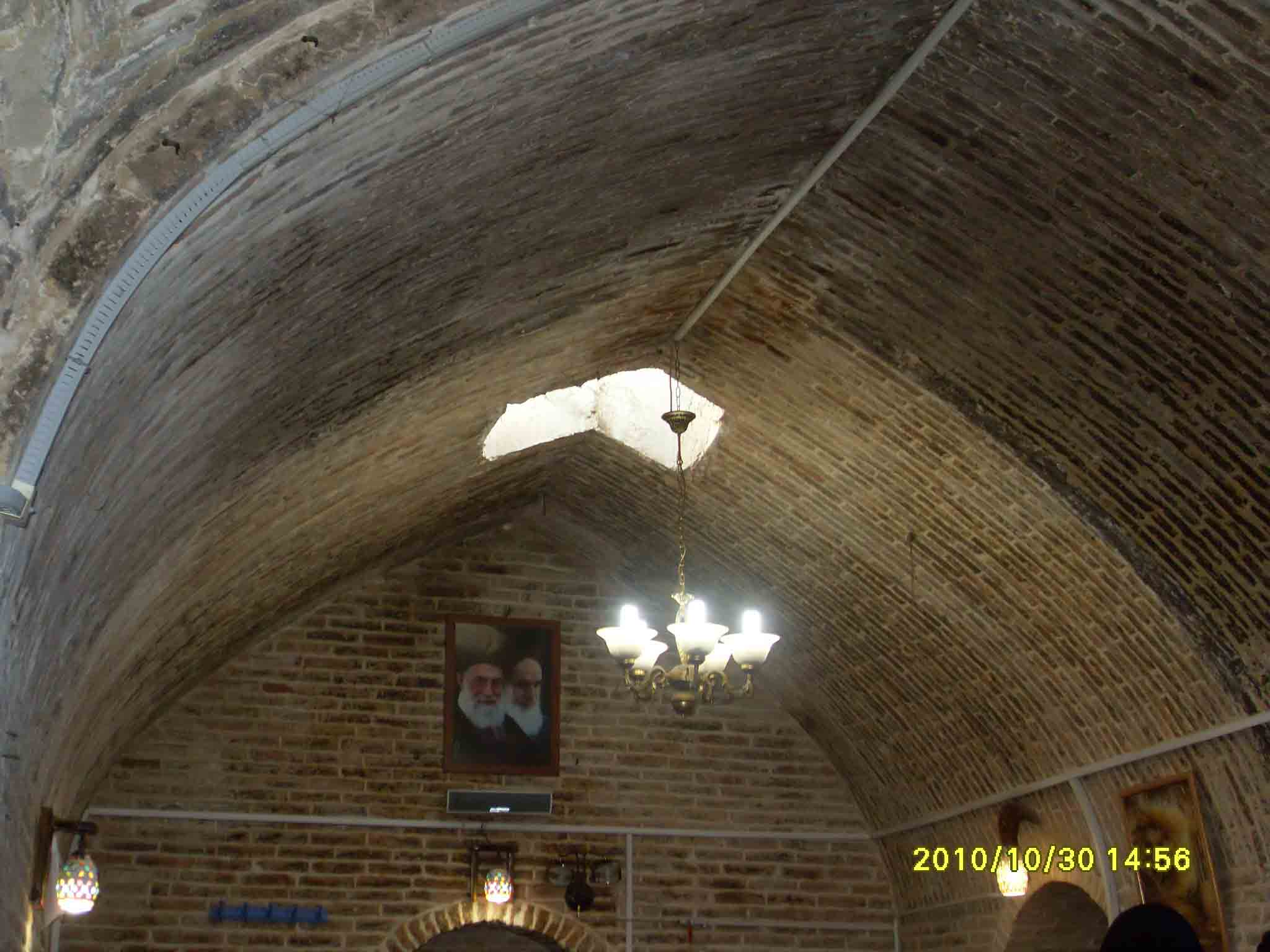
طرح اصلی راه ورود هوا در کاروانسرا
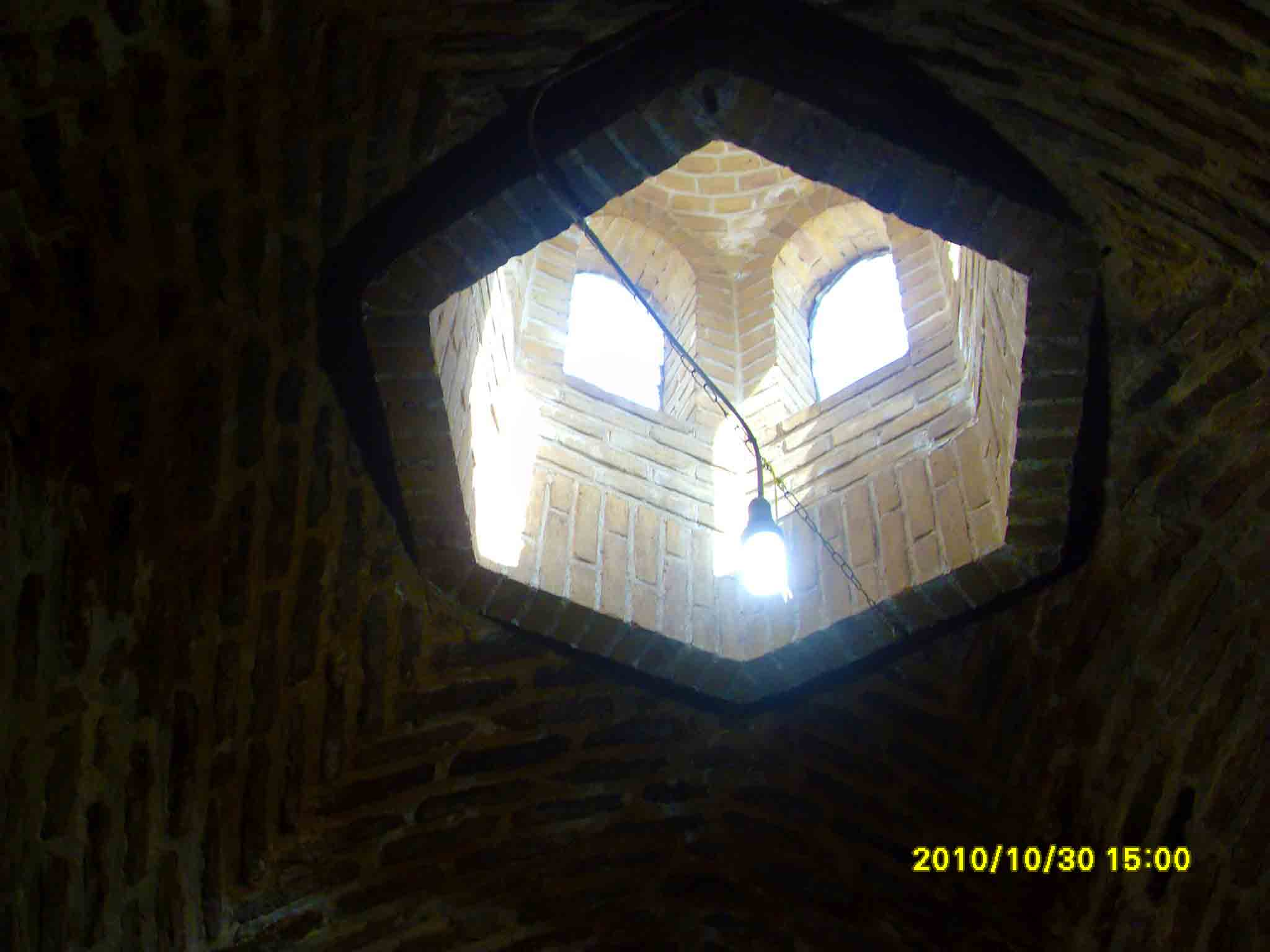
راه ورود هوا در کاروانسرا
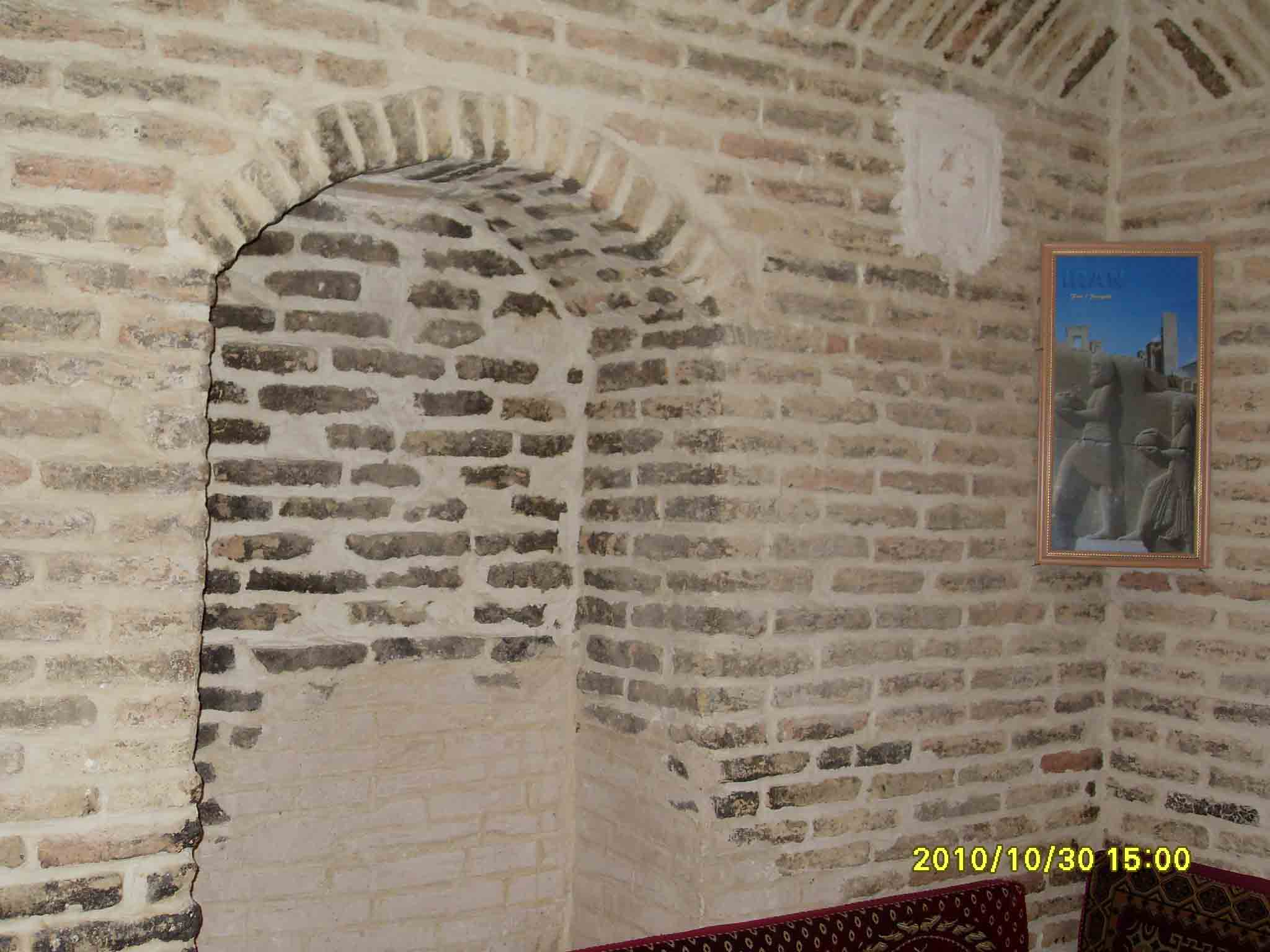
آتشدان و راه ورود و خروج هوا در اتاق‌های کاروانسرا
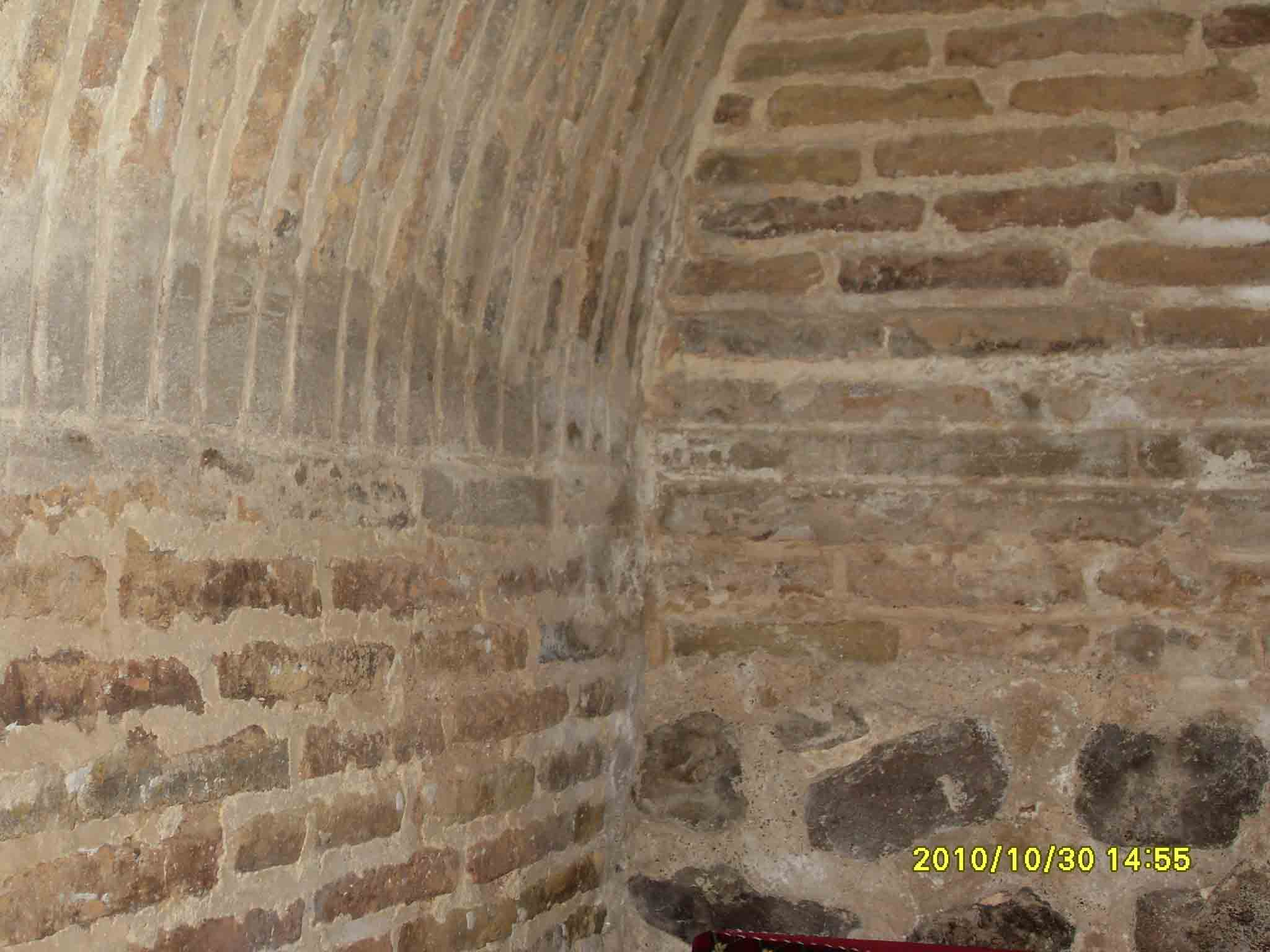
سنگ و آجر به کار رفته در ساخت کاروانسرا

## منبع
کارونسرا سنگی
https://web.archive.org/web/20160304131642/http://www.ichto.ir/tabid/6220/language/fa-IR/Default.aspx